# Черняхово
Черняхово (рос. Черняхово) — селище Нестеровського району, Калінінградської області Росії. Входить до складу Пригороднього сільського поселення.
Населення —  155 осіб (2015 рік). 

## Населення
| 2002 | 2010 |
| ---- | ---- |
| 167  | ↘155 |